# Pa Mok (huyện)
Pa Mok (tiếng Thái: ป่าโมก) là huyện (‘‘amphoe’’) cực nam của tỉnh Ang Thong, miền trung Thái Lan.

## Lịch sử
Khu vực này có tên Ban Pa Mok Noi. Năm 1585, vua Naresuan Đại đế đã thiết lập doanh trại quân đội ở khu vực này. Trước khi đưa quân đi giao chiến với quân Miến Điện của Phra Maha Uparacha tại Don Chedi, ông đã đến bái Phật ở Pa Mok và ông đã chiến thắng. 
Pa Mok đã được tách từ Mueang Ang Thong và nâng thành huyện năm 1902.

## Địa lý
Các huyện giáp ranh (từ phía bắc theo chiều kim đồng hồ) là Wiset Chai Chan và Mueang Ang Thong của tỉnh Ang Thong, Maha Rat, Bang Pahan, Bang Ban và Phak Hai của tỉnh Ayutthaya.

## Hành chính
Huyện này được chia thành 8 phó huyện (tambon). Thị trấn (thesaban tambon) Pa Mok nằm trên lãnh thổ toàn bộ tambon Pa Mok and Bang Pla Kot.
| 1. | Bang Pla Kot | บางปลากด |  |
| 2. | Pa Mok       | ป่าโมก    |  |
| 3. | Sai Thong    | สายทอง   |  |
| 4. | Rong Chang   | โรงช้าง   |  |
| 5. | Bang Sadet   | บางเสด็จ  |  |
| 6. | Norasing     | นรสิงห์    |  |
| 7. | Ekkarat      | เอกราช   |  |
| 8. | Phong Pheng  | โผงเผง   |  |